# کیوسانیکو
کیوسانیکو (به ایتالیایی: Chiusanico) یک کومونه در ایتالیا است که در استان ایمپریا واقع شده‌است.

## خصوصیات
کیوسانیکو ۱۳٫۷ کیلومترمربع مساحت و ۶۱۱ نفر جمعیت دارد و ۳۸۰ متر بالاتر از سطح دریا واقع شده‌است.